# Catch Your Wave
"Catch Your Wave" é um single da banda The Click Five lançado em 22 de novembro de 2005, que está presente no álbum Greetings from Imrie House.

## Faixas
1. "Catch Your Wave" [album version] – 2:52
2. "Voices Carry" [main version] – 3:53

## Desempenho nas paradas
| Top                                           | Melhor posição |
| --------------------------------------------- | -------------- |
| U.S. Billboard Bubbling Under Hot 100 Singles | 8              |
| U.S. Billboard Pop 100                        | 68             |